# Рогодзьобові
Рогодзьобові (Eurylaimidae) — родина горобцеподібних птахів. Включає 9 видів.

## Таксономія
До рогодзьобових включали раніше:
- рід сапая (Sapayoa) з одним видом. Поширений в Америці. Виокремили у власну родину Sapayoidae;
- роди асіті (Philepitta) та голобров (Neodrepanis) з Мадагаскару. Їх об'єднали в окрему родину асітових (Philepittidae) з 4 видами.
- роди смарагдовий рогодзьоб (Calyptomena) та широкодзьоб (Smithornis) з Африки, виділені в родину смарагдорогодзьобових (Calyptomenidae) з 6 видами.

## Поширення
Родина поширена в Південно-Східній Азії від східних відрогів Гімалаїв до Філіппін. Птахи мешкають у тропічних дощових лісах.

## Опис
Яскраві птахи завдовжки 13—28 см з масивною головою, великими очима, широким та плоским дзьобом.

## Спосіб життя
Живуть під густим пологом дощових лісів. Трапляються невеликими зграями до 20 птахів. Живляться комахами, іншими безхребетними, дрібними жабами та ящірками. Гнізда будують на гілках дерев. У гнізді 1—3 яйця.

## Види
- Бурий рогодзьоб (Corydon)
  - Рогодзьоб бурий (Corydon sumatranus)
- Червоночеревий рогодзьоб (Cymbirhynchus)
  - Рогодзьоб червоночеревий (Cymbirhynchus macrorhynchos)
- Рогодзьоб (Eurylaimus)
  - Рогодзьоб пурпуровий (Eurylaimus javanicus)
  - Рогодзьоб жовтоокий (Eurylaimus ochromalus)
- Довгохвостий рогодзьоб (Psarisomus)
  - Рогодзьоб довгохвостий (Psarisomus dalhousiae)
- Грауер (Pseudocalyptomena)
  - Грауер (Pseudocalyptomena graueri)
- Філіппінський рогодзьоб (Sarcophanops)
  - Рогодзьоб самарійський (Sarcophanops samarensis)
  - Рогодзьоб філіппінський (Sarcophanops steerii)
- Синьокрилий рогодзьоб (Serilophus)
  - Рогодзьоб синьокрилий (Serilophus lunatus)